# Actinocentra aliena
Actinocentra aliena är en fjärilsart som beskrevs av Diakonoff 1973. Actinocentra aliena ingår i släktet Actinocentra och familjen vecklare. Inga underarter finns listade i Catalogue of Life.